# 第八届全国人民代表大会各专门委员会
第八届全国人民代表大会各专门委员会是中华人民共和国第八届全国人民代表大会设立的专门委员会，任期自1993年3月至1998年3月。
1982年公布施行的《中华人民共和国宪法》第七十条规定：“全国人民代表大会设立民族委员会、法律委员会、财政经济委员会、教育科学文化卫生委员会、外事委员会、华侨委员会和其他需要设立的专门委员会。在全国人民代表大会闭会期间，各专门委员会受全国人民代表大会常务委员会的领导。”
第八届全国人民代表大会设立8个专门委员会：民族委员会、法律委员会、内务司法委员会、财政经济委员会、教育科学文化卫生委员会、外事委员会、华侨委员会、环境保护委员会（后改为环境与资源保护委员会）。

## 相关变动
1993年3月16日第八届全国人民代表大会第一次会议通过法律委员会、财政经济委员会组成人员名单。
1993年3月29日第八届全国人民代表大会第一次会议通过民族委员会、内务司法委员会、教育科学文化卫生委员会、外事委员会、华侨委员会、环境保护委员会组成人员名单。
1993年9月2日第八届全国人民代表大会常务委员会第三次会议免去杨衍银（女）的内务司法委员会委员职务。
1994年3月5日第八届全国人民代表大会常务委员会第六次会议任免部分专门委员会副主任委员、委员。
1994年3月22日第八届全国人民代表大会第二次会议决定将环境保护委员会改为环境与资源保护委员会。
1994年5月12日第八届全国人民代表大会常务委员会第七次会议补充任命内务司法委员会委员。
1994年12月29日第八届全国人民代表大会常务委员会第十一次会议补充任命部分专门委员会委员。
1995年2月28日第八届全国人民代表大会常务委员会第十二次会议补充任命部分专门委员会委员。
1996年5月15日第八届全国人民代表大会常务委员会第十九次会议补充任命环境与资源保护委员会委员。

## 民族委员会
1993年3月29日通过：
- 主任委员：王朝文（苗族）
- 副主任委员：李学智、伍精华（彝族）、宦爵才郎（藏族）、陶爱英（壮族）、爱新觉罗·溥杰（满族）
- 委员（按姓名笔划排列）：刀述仁（傣族）、于兴隆（蒙古族）、马思忠（回族）、王润 (1929年)王润、田富达（高山族）、生钦·洛桑坚赞（藏族）、冯之浚（回族）、任现春（瑶族）、苏丹·张波拉托夫（哈萨克族）、李永泰（朝鲜族）、李先猷（哈尼族）、杨文贵（黎族）、杨初桂（女，侗族）、杨明（白族）、阿不都热衣木·阿米提（维吾尔族）、罗尚才（布依族）、夏家骏（土家族）、曹龙浩（朝鲜族）、韩怀智

1994年3月5日补充任命：
- 副主任委员：于兴隆

免去：
- 委员：韩怀智

1994年12月29日补充任命：
- 委员：王立平

## 法律委员会
1993年3月16日通过：
- 主任委员：薛驹
- 副主任委员：项淳一、蔡诚、王叔文、厉以宁
- 委员（按姓名笔划排列）：于洪恩、王家福、王展意、白美清、邢贲思、邬福肇、孙琬钟、李后、李森茂、张文华、周衣冰、章师明、章瑞英（女）

1994年3月5日补充任命：
- 委员：蔡仁山

## 内务司法委员会
1993年3月29日通过：
- 主任委员：孟连崑
- 副主任委员：顾林昉、张克辉、彭清源、朱光
- 委员（按姓名笔划排列）：于恩光、王晓光、有林、刘友法、江明、阴法唐、李克强、杨衍银（女）、张云声、陈作霖、陈培民、逄先知、黄玉章、崔乃夫

1994年5月12日补充任命：
- 委员：聂力（女）

1995年2月28日补充任命：
- 委员：陈素芝（女）

1993年9月2日免去：
- 委员：杨衍银（女）

## 财政经济委员会
1993年3月16日通过：
- 主任委员：柳随年
- 副主任委员：李灏、黄毅诚、曾宪林、戴杰、迟海滨、董辅礽、张绪武
- 委员（按姓名笔划排列）：干志坚、王曾敬、成致平、刘凯、孙尚清、李伦、来金烈、吴大琨、吴树青、何康、张寿、张彦宁、张塞、陆燕荪、金鑫、费子文、莫文祥、郭志、陶大镛、黄达、黄超

1994年3月5日补充任命：
- 委员：刘国光、陈明山

1995年2月28日补充任命：
- 委员：贺光辉

## 教育科学文化卫生委员会
1993年3月29日通过：
- 主任委员：赵东宛
- 副主任委员：杨海波、李绪鄂、聂大江、郝诒纯（女）
- 委员（按姓名笔划排列）：叶正大、朱预、刘国光、齐民友、许嘉璐、严义埙、沈辛荪、宋木文、张序三、张明远、陈祖德、陈舜礼、英若诚（满族）、林兰英（女）、孟伟哉、顾诵芬、徐采栋、徐静（女）、高潮、常沙娜（女，满族）、常崇煊、董建华、傅铁山、谢铁骊、楚庄、滕藤

1994年3月5日补充任命：
- 副主任委员：韩怀智
- 委员：谢光

免去：
- 委员：刘国光

1994年12月29日补充任命：
- 委员：杨伟炎、陶西平

1995年2月28日补充任命：
- 委员：陈寿朋

## 外事委员会
1993年3月29日通过：
- 主任委员：朱良
- 副主任委员：朱启祯、周觉、杨振亚
- 委员（按姓名笔划排列）：王佛松、王淑贤（女）、李旭阁、邱睛（女）、佟志广、张挺、陈光健、林上元、徐信、蒋顺学、蔡子民

1994年3月5日补充任命：
- 委员：林虎

1995年2月28日补充任命：
- 委员：于飞

## 华侨委员会
1993年3月29日通过：
- 主任委员：杨泰芳
- 副主任委员：万绍芬（女）、林丽韫（女）、刘振华、王宋大
- 委员（按姓名笔划排列）：王殊、古华民、古宣辉、卢蕙兰（女）、刘宜贵、吴序良、谷建芬（女）、陈联合、罗益锋、蚁美厚、徐起超、翁维权、郭南麟、黄军军（女）、黄忠勇、董占林

1994年3月5日补充任命：
- 副主任委员：黄长溪
- 委员：凌伯棠

## 环境与资源保护委员会
1993年3月29日通过（环境保护委员会）：
- 主任委员：曲格平
- 副主任委员：戚元靖、林宗棠、杨纪珂、秦仲达、杨振怀
- 委员（按姓名笔划排列）：王先进、王涛（女）、冯兰明、江小珂（女）、孙鸿烈、杜碧兰（女）、张国祥、周秀骥、姚峻、钱易（女）、彭士禄

1994年3月5日补充任命（环境保护委员会）：
- 委员：张凤祥

1995年2月28日补充任命：
- 委员：李华忠

1996年5月15日补充任命：
- 委员：乌杰（蒙古族）[3]